# Okružni sud u Mostaru
Okružni sud u Mostaru današnju zgradu ima od kraja 19. stoljeća. Izgradnja je počela polovicom 1891. godine usporedno s gradnjom zgrade zatvora, koja se gradila u neposrednoj blizini. U zgradi okružnog suda je i danas Županijski sud. Dotad su u Mostaru okružni sud i zatvor bili na Konaku. Koncem 1892. obje su se ustanove preselile s Konaka u te novoizgrađene objekte. Zgradu Suda projektirao je moravski inženjer Maximilian David.

## Vanjske poveznice
- Starmo.ba  Arhivirana inačica izvorne stranice od 10. studenoga 2017. (Wayback Machine) F.K. : Općinski sud Mostar od ponedjeljka na novoj adresi 22. ožujka 2015.(pristupljeno 10. studenoga 2017.)